# Hadař značený
Hadař značený (Callechelys eristigma) je paprskoploutvá ryba z čeledi hadařovití (Ophichthidae).
Druh byl popsán roku 1972 ichtyology J. E. McCoskerem a R.H. Rosenblattem.

## Popis a výskyt
Maximální délka ryby je 113 cm.
Tělo podlouhlé, zploštělé, krémové barvy s četnými tmavými skvrnami. Hřbetní ploutev s řadou tmavých skvrn.
Byla nalezena ve vodách východního středního Pacifiku: od Kalifornského zálivu po záliv Chiriquí, Panama a Kokosové ostrovy. Obývá písčitá dna.